# Закривидорога Олена Дем'янівна
Оле́на Дем'я́нівна Закривидорога (6 липня 1923, слоб. Мерехва — 6 березня 2012, с. Теребля) — українська вчена, педагог, бібліограф, бібліотекознавець, книгознавець, громадська діячка Закарпаття, учасниця Другої світової війни.

## Біографія
Народилася 6 липня 1923 року в слободі Мерехва Харківського району Харківської області в багатодітній селянській родині. Закінчила семирічну школу.
З 1938 по 1941 рік навчалася в Харківському електротехнікумі транспортного зв'язку Наркомату шляхів сполучення СРСР (нині — Харківський політехнічний фаховий коледж).
Після початку війни добровільно приєдналася до Червоної армії. За направленням Харківського міськвійськкомату служила санітаркою у військово-санітарному поїзді (ВСП-302, згодом — ВСП-140). Перемогу зустріла у німецькому Гінденбурзі (нині — Верхньо-Сілезький індустріальний район в Польщі). Після демобілізації в серпні 1945 року повернулася до Мерефи, де працювала піонервожатою в залізничній школі № 47 (нині — комунальний заклад «Мереф'янський ліцей „Перспектива“»). 
З 1947 року за направленням ЦК ЛКСМУ — на комсомольській роботі у Закарпатській області. Працювала у смт Воловець в окружному комітеті ЛКСМУ на різних посадах: завідувачем відділу з роботи серед шкільної молоді, другим секретарем, першим секретарем комсомольської організації округи (з 1947 по 1950). Потім в Ужгороді — заступником завідувача відділу Закарпатського обкому ЛКСМУ (з 1950 по 1953). 
Водночас заочно навчалася в Хустському педагогічному училищі, яке закінчила в 1952 році. З 1953 по 1958 рік здобула вищу освіту на філологічному факультеті Ужгородського державного університету. З вересня 1958 року працювала в бібліотеці цього навчального закладу. Спочатку на посаді бібліографа, потім на посадах: старшого бібліографа (з 1970 по 1977), головного бібліографа (з 1978 по 1979), завідувача довідково-бібліографічного відділу (з 1979 по 1984). 
Вийшла на пенсію, але продовжила працювати на посадах бібліотекаря, старшого бібліографа, провідного спеціаліста. Загалом у довідково-бібліографічному відділі пропрацювала понад 45 років (з 1958 до 2004).
Померла 6 березня 2012 року в с. Теребля Тячівського району Закарпатської області.

## Науково-освітня та громадська робота
На комсомольській роботі зосереджувалася на завданнях ліквідації неписьменності та малописьменності у області; сприяння відкритті шкіл у віддалених гірських селах, де їх не було; налагодженні роботи культурно-освітніх закладів у населених пунктах; залученні дітей до шкільного навчання.
Дослідниця вивчала та поповнювала фонди рідкісних видань НБ УжДУ, зокрема відбирала старовинні книги з Мукачівського жіночого монастиря, дбала про їх збереження та належні умови. Разом із В. Пагирею та науковцями університету опікувалася станом рідкісних книг, ініціювала створення колекції книжок з автографами відомих людей.
Досліджувала наукову діяльність О. Рудловчак, з якою її пов'язували дружба, наукові зв’язки та листування. Активна учасниця Рудловчаківських читань в Ужгородському університеті: перші з них (1999) було приурочено до ювілею вченої, на других читаннях (2001) відбулася презентація бібліографічного покажчика, підготовленого О. Закривидорогою.
Авторка статей з актуальних проблем навчального процесу в університеті, популяризації бібліотечно-бібліографічних знань, з питань книгознавства, з історії ЗВО та його бібліотеки, з вивчення фонду рідкісних книг тощо. Близько 15 років готувала (у співавторстві) бюлетені «Ужгородський державний університет у пресі». З 1959 року регулярно виступала у періодичних виданнях з рецензіями на праці закарпатських авторів (найчастіше довідкового та краєзнавчого характеру).
Наукову діяльність поєднувала з громадською. Входила до складу ради ветеранів війни та праці університету, була активною учасницею багатьох культурно-освітніх заходів, які проводили в обласному центрі, у зібраннях Закарпатського крайового культурно-освітнього товариства «Просвіта».
В останні роки життя долучалася до роботи редакційної колегії «Календаря краєзнавчих та пам'ятних дат» Закарпатської ОУНБ ім. Ф. Потушняка.

### Викладацька робота
Організаторка (разом із директором бібліотеки) та очільниця бібліотечно-бібліографічної й інформаційної підготовки студентів-першокурсників, педагогом-методистом, ініціаторкою впровадження в навчальний процес курсу «Основи бібліотечно-бібліографічних знань», який викладала з 1960 по 1984 рік. Розробила й читала студентам лекції, проводила практичні заняття. Для студентів першого курсу філологічного факультету вела спеціальний семінар «Вступ до техніки наукової роботи», а старшокурсникам гуманітарних факультетів курс «Основи наукових досліджень». УБе відзначає, що її заняття вирізнялися високим фаховим рівнем й мали суттєві практичні результати; багато часу було віддано факультету громадських професій, на якому студенти опановували другу спеціальність (зокрема бібліотекаря).

## Бібліографічна робота
У перші роки роботи у відділі підготувала рекомендаційні бібліографічні списки до різних ювілейних дат на допомогу студентам, викладачам, бібліографічні пам’ятки («Шевченко і Закарпаття», 1964; «Олександр Васильович Духнович», 1965, тощо), уклала рукопис бібліографічного покажчика «Лауреати Нобелівських премій».
Працювала над бібліографуванням наукових праць викладачів університету: започаткувала картотеки «Автореферати дисертацій», «Праці вчених УжДУ», «Історія Ужгородського державного університету»; уклала ретроспективні покажчики: «До наукових записок Ужгородського державного університету» (1967); «Ужгородський державний університет (1945—1970)» (1971), котрий був приурочений до 25-річчя з дня створення закладу вищої освіти і був першою спробою зібрати опубліковані матеріали про нього (обидва не були опубліковані); покажчик «Основні друковані праці викладачів та співробітників Ужгородського державного університету (1946—1990 рр.)» (1991). Започаткувала серію «Вчені Ужгородського державного університету».
Укладала бібліографічні посібники за напрямами підготовки фахівців, зокрема: для працівників лісової та деревообробної промисловості, студентів і викладачів вишів та технікумів — «Раціональне використання деревини» (1980); «Меблевику-червонодеревнику» (1982); «Вам — лісохіміки» (1984, у співавторстві). Упорядкувала науково-популярну збірку «Хімія в нашому домі» (1972).
Авторка та співавторка майже 140 праць, серед яких 29 — окремі видання. УБЕ відзначає високий науковий рівень таких бібліографічних покажчиків, як: «Наукова бібліотека Ужгородського державного університету за п'ятдесят років» (1997), посібники, присвячені видатним історичним та культурним діячам Закарпаття: «Юрій Іванович Венелін-Гуца (1802—1839)» (1989), «Олександр Духнович (1803—1865)» (1995), «Василь Довгович. З точки зору прочитання» (2004) тощо. Її співавторами були історики В. Неточаєв, Я. Штернберг, К. Шовш, але здебільшого — колеги по відділу: Л. Мельник, О. Люта, Т. Туренко, В. Воробець, директор бібліотеки О. Почекутова.
В останні роки працювала над підготовкою доповнення до другого видання «Праці вчених УжНУ» та бібліографії «Історія університету в біографіях і портретах» (масив із майже 2000 карток). Матеріали не опублікували, вони зберігаються у довідково-бібліографічному відділі.

## Нагороди та вшанування
Нагороджена орденом Вітчизняної війни II ступеня, медаллю «За перемогу над Німеччиною у Великій Вітчизняній війні 1941—1945 рр.», сімома медалями, двома пам'ятними знаками, почесними грамотами Міністерства вищої та середньої спеціальної освіти України, ЦК ЛКСМУ, Закарпатських обласної ради та обласної державної адміністрації. Їй неодноразово оголошували подяки ректори Ужгородського університету.
У 1998 році до 75-річного ювілею вченої виданий бібліографічний покажчик «Закривидорога Олена Дем'янівна». У 2014 році в Ужгороді на вшанування вийшов друком збірник матеріалів, присвячений 90-річчю від дня її народження «Олена Закривидорога — книгознавець, бібліограф, педагог».
Постать О. Закривидороги досліджували у своїх публікаціях учені УжНУ: М. Олашин, С. Федака, В. Падяк, Л. Бабота тощо.